# Umm Sulaym bint Milham
 (mai 2016).
Si vous disposez d'ouvrages ou d'articles de référence ou si vous connaissez des sites web de qualité traitant du thème abordé ici, merci de compléter l'article en donnant les références utiles à sa vérifiabilité et en les liant à la section « Notes et références ».
Rumaysa [Ar-Rumaysho'/ Ar-Rumaydho'] bint Milhan, mieux connue par kunya Umm Sulaym, est l'une des premières femmes converties à l'Islam de la ville de Yathrib. 
Umm Sulaym a d'abord été mariée à Malik ibn an-Nadr, mariage dont est issu Anas ibn Malik, un compagnon célèbre de Mahomet.

## Biographie

### Remariage avec Abu Talha
Après la mort de son premier mari, Zayd ibn Sahl, mieux connu sous le nom d'Abu Talha ibn Thabit, décida de demander sa main avant qu'un autre homme le fasse, confiant sur le fait qu'Umm Sulaym ne choisirait pas un autre homme à sa place. Plutôt riche, c'était aussi un cavalier accompli et un archer habile qui appartenait au même clan que Umm Sulaym, the Banu Najjar. Mais Um Sulaym refusa sa demande, ce dont Abu Talha ne pouvait se satisfaire. En effet, il n'imaginait pas meilleur prétendant que lui. Lorsqu’il lui posa la question, elle expliqua qu'en tant que musulmane, elle n'acceptait pas que son époux fut polythéiste, expliquant que la seule dot qu'elle accepterait serait la conversion d'Abu Talha à l'islam. 
Après la conversion d'Abu Talha, les deux se marièrent et furent considérés comme un couple musulman modèle. Abu Talhah était reconnu pour sa piété et sa grande charité. Propriétaire d'un beau verger, il décida de le donner en aumône. Abu Talhah mourut lors d'une expédition navale pendant le règne du calife Uthman et fut immergé en mer.

### Participation aux campagnes militaires
Umm Sulaym était reconnue pour son courage et sa bravoure. Au cours de la bataille de Uhud, elle portait un poignard dans les plis de sa robe, tentent de défendre Muhammad lorsque le cours de la bataille se retourna contre lui. Elle participait également aux soins des blessés et à la distribution d'eau.

### Décès du premier fils d'Abu Talha
Un récit attribué à Anas ibn Malik rapporte le comportement notable de Umm Sulaym lors de la mort du fils qu'elle et Abu Talha avaient eu, de par sa grande patience et sa sagesse :

« Oum Soulaym se dit : personne n'informera Abou Talha du décès de son fils avant moi. Elle prépara le corps de l'enfant et le couvrit et le plaça dans un coin de la maison comme s'il s'endormait. À son retour, Abu Talha la questionna :
- Comment va mon fils ?
- Ô Abou Talha, il est aujourd'hui plus calme qu'il ne l'a jamais été depuis le début de sa souffrance et j'espère qu'il s'est reposé.
Après le diner, elle se para pour être plus belle et ils passèrent la nuit ensemble. Vers la fin de la nuit, elle dit :
- Abou Talha, dis-moi ! Si des gens prêtaient à d'autres un objet et venaient le leur réclamer ensuite, les emprunteurs pourraient-ils refuser la restitution de l'emprunt ?
- Non.
- Dieu le Puissant, le Majestueux t'avait prêté ton fils et Il l'a repris. Sois patient et espère en être compensé par Dieu.
Il fut furieux et lui dit : Tu me laisses faire ce que j'ai fait (les rapports intimes) puis tu m'annonces le décès de mon fils ? Et il ajouta : Nous appartenons à Dieu et c'est à Lui que nous retournerons. »

Un autre enfant naquit ensuite de leur union : 'Abdullah, qui eut lui-même sept fils, tous Huffadh.